# Katolická církev v Beninu
Katolická církev v Beninu je křesťanské společenství. Hlásí se k ní asi 3 milióny lidí. Je v jednotě s papežem. Skládá se z dvou metropolitních arcidiecézí a osmi diecézí.

## Struktura
Benin má 2 církevní provincie složených z 8 diecézí. Všechny diecéze slouží mše v latinském (římském) ritu.
- Arcidiecéze Cotonou (zal. 1955) – současný arcibiskup Antoine Ganyé, se sufragánními diecézemi
  - Diecéze Abomey (zal. 1963) – současný biskup Eugène Cyrille Houndékon
  - Diecéze Dassa-Zoumé (zal. 1995) – vacant apoštolský administrátor Benoît Gbemavo Goudote
  - Diecéze Lokossa (zal. 1968) – současný biskup Victor Agbanou
  - Diecéze Porto Novo (zal. 1955) – vacant apoštolský administrátor Jean-Benoît Gnambode, C.I.M.
- Arcidiecéze Parakou (zal. 1997) – současný arcibiskup Pascal N’Koué, se sufragánními diecézemi
  - Diecéze Djougou (zal. 1995) – současný biskup Paul Kouassivi Vieira
  - Diecéze Kandi (zal. 1994) – současný biskup Clet Feliho
  - Diecéze N’Dali (zal. 1999) – současný biskup Martin Adjou Moumouni
  - Diecéze Natitingou (zal. 1964) – vacant

Benin má svou vlastní biskupskou konferenci Conférence Episcopale du Bénin. Současným předsedou je Antoine Ganyé, metropolitní arcibiskup Cotonou.
Kardinálové
Kardinál pocházející z Beninu byl Bernardin Gantin, bývalý arcibiskup Cotonou a místopředseda Papežské rady pro spravedlnost a mír.

## Apoštolská nunciatura
Apoštolská nunciatura v Beninu byla založena papežem Pavlem VI. roku 1972 pod názvem Apoštolská nunciatura Dahomey, ale poté roku 1975 byl přejmenována na Apoštolská nunciatura Benin. Roku 1972 neměla svého nuncia, ale pro-nuncia kterým byl Giovanni Mariani, titulární arcibiskup Missua. V současné době je apoštolským nunciem Brian Udaigwe, titulární arcibiskup Suelli.
Seznam apoštolských pro-nunciů a nunciů
Apoštolští pro-nunciové
- Giovanni Mariani (1972–1973) – titulární arcibiskup Missua
- Bruno Wüstenberg (1973–1979) – titulární arcibiskup Tyrus
- Giuseppe Ferraioli (1979–1981) – titulární arcibiskup Volturna
- Ivan Dias (1982–1987) – titulární arcibiskup Rusibisiru
- Giuseppe Bertello (1987–1991) – titulární arcibiskup Urbisaglia

Apoštolští nunciové
- Abraham Kattumana (1991–1992) – titulární arcibiskup Cebarades
- André Dupuy (1993–1999) – titulární arcibiskup Selsey
- Pierre Nguyễn Văn Tốt (2002–2005) – titulární arcibiskup Rusticiana
- Michael August Blume, S.V.D. (2005–2013) – titulární arcibiskup Alessana
- Brian Udaigwe (od 2013) – titulární arcibiskup Suelli